# Konstanty Puzyna

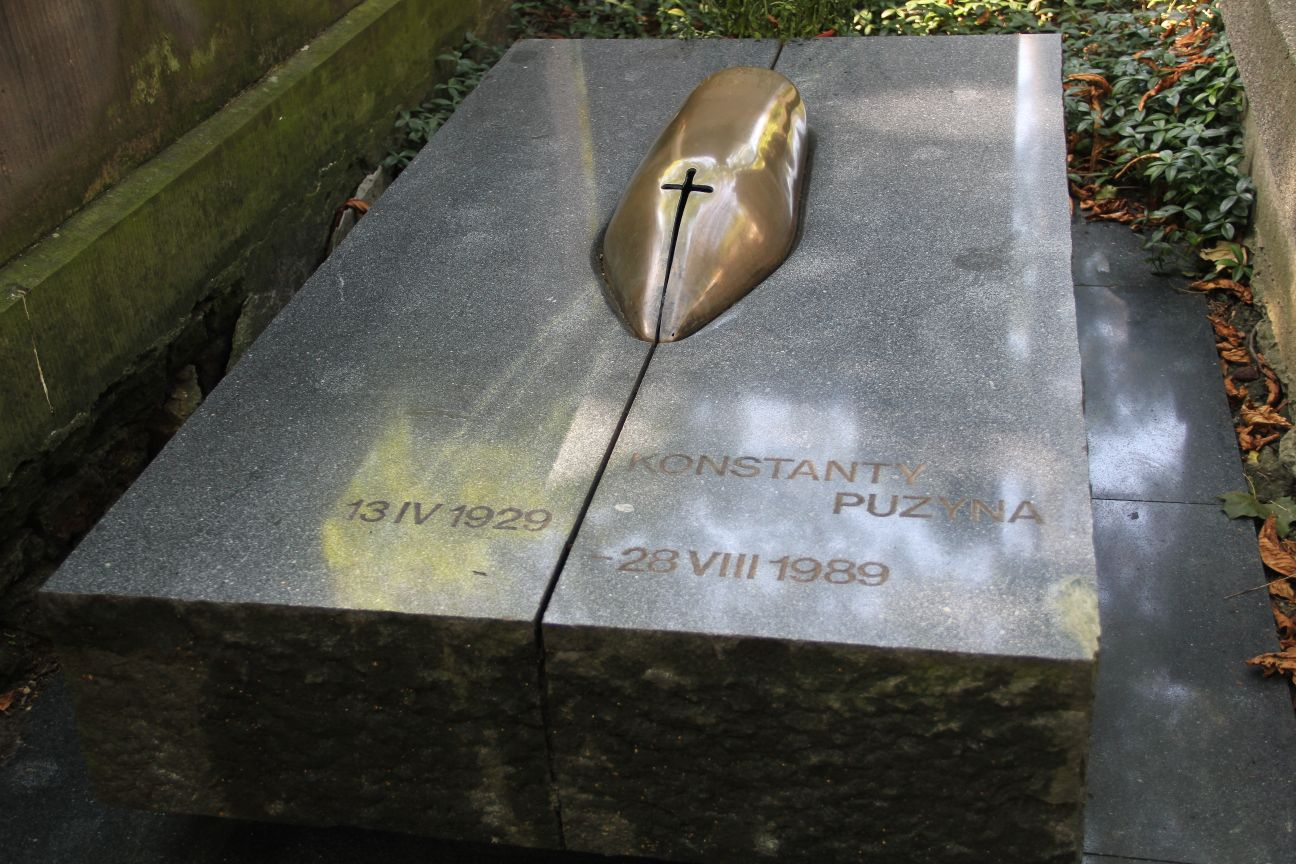
Nagrobek Konstantego Puzyny na cmentarzu Powązkowskim, autorstwa Krzysztofa M. Bednarskiego

Konstanty Puzyna, Ket (ur. 13 kwietnia 1929 w Warszawie, zm. 28 sierpnia 1989 w Augustowie) – polski teatrolog, edytor, eseista, publicysta, poeta.

## Życiorys
Ukończył studia z zakresu filologii polskiej na Uniwersytecie Jagiellońskim w Krakowie. Przedstawiciel tzw. krakowskiej szkoły krytyki literackiej.
Debiutował w 1947. Był kierownikiem literackim teatrów: Wybrzeże (1953–1954), Teatru Dramatycznego (1955–1965) i Teatru Ateneum w Warszawie, a także Zespołu Filmowego „X” Andrzeja Wajdy (1972–1973). Od 1956 do 1969 był zastępcą redaktora naczelnego miesięcznika „Dialog”, poświęconego dramaturgii teatralnej. Od 1971 do 1989 redaktor naczelny pisma. W latach 1968–1971 był stałym felietonistą teatralnym „Polityki”. Pracownik naukowy Instytutu Sztuki PAN. Współpracował także z miesięcznikiem „Teatr”. W latach 1986–1987 wykładał w City University w Nowym Jorku.
Przedmiotem jego fascynacji był teatr XX-wieczny, a zwłaszcza Stanisław Ignacy Witkiewicz jako artysta wszechstronny, prekursorski wobec powojennego teatru europejskiego i, zdaniem Puzyny, genialny. Dokonana przez Puzynę, po latach prac archiwalnych nad rękopisami i maszynopisami (zwykle w złym stanie i słabo czytelnymi) artysty, w 1962 dwutomowa edycja Dramatów Witkacego, zawierająca głównie pierwodruki (tekstów dotąd nieznanych), miała charakter przełomowy dla recepcji pisarza, a dzięki niej dramaty autora Matki trafiły na sceny polskie i obce, stały się też przedmiotem systematycznych badań w Polsce i poza nią.
Opracował też edytorsko pisma teatralne Wilama Horzycy (z Lidią Kuchtówną) i Antonina Artaud (z Janem Błońskim).
Wśród prac autorskich Puzyny przeważają wyrafinowane myślowo i pisane błyskotliwym stylem eseje o teatrze. Rozproszone rozprawy naukowe Puzyny o Witkacym wydano w wersji książkowej już pośmiertnie.
Pochowany na cmentarzu Powązkowskim (kwatera 168-3-7).

## Publikacje
Twórczość oryginalna
- To co teatralne (szkice teatralne; Warszawa, Wydawnictwa Artystyczne i Filmowe, 1960, brak numeru ISBN)
- Burzliwa pogoda (felietony teatralne; Warszawa, PIW, 1971, brak numeru ISBN)
- Syntezy za trzy grosze (szkice; Warszawa, PIW, 1974, brak numeru ISBN)
- Półmrok. Felietony teatralne i szkice (Warszawa, PIW, 1982, ISBN 83-06-00751-4)
- Kamyki (poezje; Warszawa, PIW, 1989, ISBN 83-06-01803-6)
- Witkacy. Oprac. i red. Janusz Degler. Warszawa, Errata, 1999, ISBN 83-907833-6-3 – zebrane rozprawy naukowe

Prace edytorskie
- Stanisław Ignacy Witkiewicz: Dramaty. Oprac. Konstanty Puzyna. Warszawa, PIW, 1962, brak numeru ISBN t. I–II – pierwsza zebrana edycja krytyczna dramatów Witkacego
- Stanisław Ignacy Witkiewicz: Dramaty. Oprac. Konstanty Puzyna. Wyd. 2 rozszerzone. Warszawa, PIW, 1972, brak numeru ISBN, t. I–II.
- Wilam Horzyca: O dramacie. Oprac. Lidia Kuchtówna i Konstanty Puzyna. Wstęp: Jarosław Iwaszkiewicz. Warszawa, Wyd. Artystyczne i Filmowe, 1969, brak numeru ISBN
- Antonin Artaud: Teatr i jego sobowtór. Przekł. z fr. i wstęp: Jan Błoński. Noty: Jan Błoński i Konstanty Puzyna. Wyd. 2. Warszawa, Wydawnictwa Artystyczne i Filmowe, 1978, brak numeru ISBN